# 칠갑산

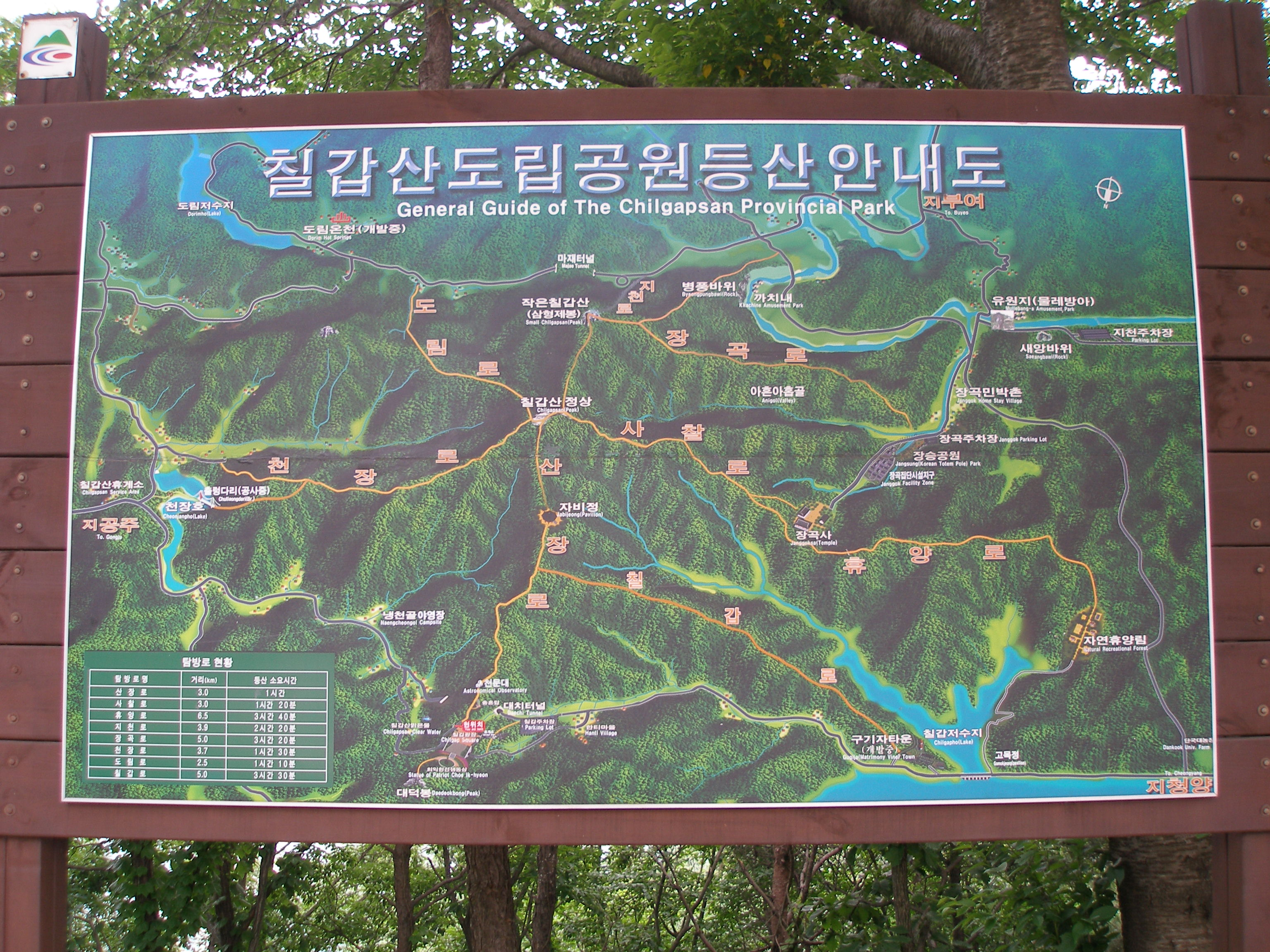
칠갑광장에 있는 칠갑산 관광지도

칠갑산(七甲山, Chilgapsan)은 충청남도 청양군에 있는 산이다. 1973년 3월 6일에 도립공원으로 지정되었다.
백제는 이 산을 사비성 정북방의 진산(鎭山)으로 성스럽게 여겨 제천의식을 행하였다. 그래서 산 이름을 만물생성의 7대 근원 七자와 싹이 난다는 뜻의 甲자로 생명의 시원(始源) 七甲山이라 경칭하여 왔다. 또 일곱 장수가 나올 명당이 있는 산이라고도 전한다. 충청남도의 중앙에 자리잡은 이 산 동쪽의 두솔성지(자비성)와 도림사지, 남쪽의 금강사지와 천장대, 남서쪽의 정혜사, 서쪽의 장곡사가 모두 연대된 백제의 얼이 담긴 천 년사적지이다.

## 여담
주병선이 부른 칠갑산 노래의 맨 앞부분에 '콩밭 매는 아낙네야'라는 가사가 나오고 '홀어머니 두고 사집가던 날 칠갑산 산마루에 울어주던 산새 소리만'이란 노랫말도 등장한다. 이 노래에는 화전민들의 애환이 여실히 담겨 있다.

## 같이 보기
- 한국의 산